# Klaus Zorn
Klaus Zorn (* 1. August 1934 in Rostock) ist ein ehemaliger deutscher Diplomat. Er war Botschafter der DDR in Vietnam und in Nordkorea.

## Leben
Zorn erlernte den Beruf des Industriekaufmanns. Er war zunächst in örtlichen Staatsorganen tätig. Seit 1959 gehörte er dem diplomatischen Dienst der DDR an. 1966 schloss er ein Studium als Diplomstaatswissenschaftler ab. 
Zorn war zunächst Mitarbeiter der DDR-Botschaft in Hanoi. 1976 erwarb er das Diplom als Gesellschaftswissenschaftler. Von 1976 bis 1978 wirkte er als stellvertretender Leiter der Abteilung Ferner Osten im Ministerium für Auswärtige Angelegenheiten der DDR (MfAA). Von Mai 1978 bis August 1982 war Zorn als Botschafter der DDR in Hanoi tätig. 1982 übernahm er die Leitung der Abteilung Ferner Osten im MfAA. 1990 war er der letzte Botschafter der DDR in Pjöngjang.
Zorn war Mitglied der SED.